# Anisoperas clotilda
Anisoperas clotilda är en fjärilsart som beskrevs av Thierry-mieg 1895. Anisoperas clotilda ingår i släktet Anisoperas och familjen mätare. Inga underarter finns listade i Catalogue of Life.